# Serrapinnus micropterus
Serrapinnus micropterus är en fiskart som först beskrevs av Eigenmann, 1907.  Serrapinnus micropterus ingår i släktet Serrapinnus och familjen Characidae. Inga underarter finns listade i Catalogue of Life.